# Onur Ünlüçifçi
Onur Ünlüçifçi (* 24. April 1997 in Frankfurt am Main) ist ein deutsch-türkischer Fußballspieler.

## Karriere
Nach seinen Anfängen in der Jugend von Eintracht Frankfurt und vom FSV Frankfurt wechselte er im November 2016 zu den Würzburger Kickers. Dort kam er auch zu seinem ersten Einsatz im Profibereich in der 3. Liga, als er am 28. April 2018, dem 36. Spieltag, beim 3:1-Auswärtssieg gegen die Sportfreunde Lotte in der 83. Spielminute für Kai Wagner eingewechselt wurde.
Zur Saison 2019/20 wechselte Ünlüçifçi innerhalb der 3. Liga zur SG Sonnenhof Großaspach, bei der er einen Vertrag mit einer Laufzeit bis zum 30. Juni 2021 erhielt. Am 6. Juli 2020 unterschrieb Ünlüçifçi einen Vertrag beim SV Waldhof Mannheim.
Im Sommer 2022 kehrte er zu seinem Jugendverein FSV Frankfurt in die Regionalliga Südwest zurück.